# Kenny de Schepper
Kenny de Schepper (* 29. května 1987 Bordeaux) je francouzský profesionální tenista. Ve své dosavadní kariéře na okruhu ATP World Tour nevyhrál žádný turnaj. Na challengerech ATP a okruhu ITF získal do roku 2016 šest titulů ve dvouhře a jeden ve čtyřhře.
Na žebříčku ATP byl nejvýše ve dvouhře klasifikován v dubnu 2014 na 62. místě a ve čtyřhře pak v únoru 2012 na 152. místě. Od září 2010 jej trénuje Jean Christophe Dupont.
Premiérový titul na challengerech získal v roce 2011 na turnaji Open Diputación Ciudad de Pozoblanco, když ve finále porazil Ivána Navarru 2–6, 7–5, 6–3. Debutem v hlavní soutěži grandslamu se stal Wimbledon 2011, kde v úvodním kole podlehl Belgičanu Olivieru Rochusovi v pěti setech.
Od třinácti let trénoval v Národním tenisovém centru v Poitiers.
Ve francouzském daviscupovém týmu neodehrál k únoru 2016 žádné utkání. Součástí francouzského družstva se stal na Hopmanově poháru 2016, když nastoupil v páru s Caroline Garciaovou. Několik dní před turnajem nahradil zraněného Gaëla Monfilse.